# Sensible Train Spotting
Sensible Train Spotting est un jeu vidéo de Sensible Software pour ordinateur Amiga. C'est le dernier jeu Amiga de Sensible Software et, par cette cause, il n'était pas aussi célèbre que d'autres jeux de Sensible Software, tels que Sensible Soccer et Cannon Fodder.